# Roche-le-Peyroux
Roche-le-Peyroux település Franciaországban, Corrèze megyében. Lakosainak száma 98 fő (2022. január 1.). Roche-le-Peyroux Saint-Pierre, Margerides, Sainte-Marie-Lapanouze, Saint-Victour és Sarroux-Saint Julien községekkel határos.

## Népesség
A település népessége az elmúlt években az alábbi módon változott:
| Lakosok száma | 124  | 93   | 79   | 83   | 95   | 98   | 96   | 94   | 97   | 98   |
|               | 1968 | 1982 | 1990 | 2006 | 2013 | 2015 | 2017 | 2019 | 2020 | 2022 |